# Vivere momento per momento
Vivere momento per momento è il primo libro di Jon Kabat-Zinn ed è stato pubblicato negli Stati Uniti nel 1990. La prima edizione italiana è stata pubblicata da red! nel 1993 con il titolo "Guida alla meditazione come terapia" e la seconda presso Corbaccio nel 2005. Il libro è stato considerato un punto di riferimento nello sviluppo del movimento laico della mindfulness negli Stati Uniti e a livello internazionale.
Jon Kabat-Zinn è professore emerito di medicina e fondatore della Stress Reduction Clinic e del Center for Mindfulness in Medicine, Health Care and Society presso la University of Massachusetts Medical School. Tramite il programma "Mindfulness–based stress reduction" (riduzione dello stress mediante la consapevolezza, MBSR), da lui ideato, ha contribuito più di ogni altro alla diffusione della mindfulness in occidente. 

## Contenuto
L'opera tratta della meditazione come pratica per aiutare gli individui ad affrontare stress, dolore e malattia, attraverso lo sviluppo dell'attenta consapevolezza, stato mentale centrato sull'attenzione al momento presente, in ogni istante dell'esperienza.
Sebbene il concetto di attenta consapevolezza sia il nucleo centrale della meditazione buddista, coltivato per più di 2500 anni nel mondo sia monastico sia laico in molte parti dell'Asia, ognuno può apprendere e praticare questa modalità esistenziale applicandola in ogni contesto della propria esperienza diretta, e utilizzarla come veicolo di autocomprensione e di guarigione.
Imparare a coltivare la capacità di essere consapevoli permette di evitare di reagire ai momenti di sofferenza, confusione, incertezze, paura e malattia in modo inconscio ed automatico e di affrontarli senza falsi pregiudizi, osservandoli per quello che sono realmente. Ciò produce anche uno stato di rilassamento profondo che consente di vedere le cose con maggiore chiarezza e facilita la realizzazione dei cambiamenti che indirizzano verso un maggior benessere.
La mobilitazione delle forze interiori necessarie per avviare il percorso che porta alla attenta consapevolezza sono insite naturalmente in ognuno di noi, e la meditazione è lo strumento che ci permette di risvegliarle.
Nel libro Kabat-Zinn invita il lettore ad intraprendere un viaggio di autoesplorazione, crescita interiore e guarigione per mezzo dell'esposizione del metodo da lui elaborato (Programma per la riduzione dello stress e per il rilassamento, attualmente  Mindful Based Stress Reduction - MBSR) che integra l'essenza del principio di consapevolezza proprio del buddismo con le tecniche yoga, applicati in campo medico con metodo scientifico.
Nell'opera sono inoltre descritti numerosi casi clinici raccolti in più di dieci anni di lavoro al Medical Center dell'Università del Massachusetts che, insieme con i dati ottenuti nel corso degli anni fino ai nostri giorni, hanno prodotto un rilevante numero di pubblicazioni scientifiche riguardo ai significativi risultati ottenuti in campo medico con l'applicazione del metodo MBSR.

## Struttura dell'opera
- La pratica della consapevolezza
  - Affrontare la catastrofe
  - Vivere momento per momento
  - I fondamenti della pratica
  - L'alleato respiro
  - Meditazione seduta
  - Essere nel corpo
  - Lo yoga come meditazione
  - Meditare camminando
  - Una giornata di consapevolezza
  - Consapevolezza nella vita quotidiana
  - Come cominciare
- Un nuovo modo di pensare alla malattia
  - Una visione del mondo in trasformazione
  - Totalità
  - Guarire
  - Medici, pazienti, persone
  - Mente e corpo
  - Connessione
- Lo stress
  - Conoscere lo stress
  - Il ciclo della reattività
  - Rispondere allo stress
- La consapevolezza al lavoro
  - Ascoltare il corpo
  - Lavorare con il dolore fisico
  - Mal di schiena e mal di testa
  - Lavorare con la sofferenza emotiva
  - Lavorare con la paura, il panico e l'ansia
  - Stress del tempo e insonnia
  - Alimentazione
  - Un mondo sotto stress
- La via della consapevolezza
  - Il viaggio continua
  - Tener viva la pratica
  - Tener viva la consapevolezza della vita quotidiana
  - La via della consapevolezza